# 이키나리!스테이크
이키나리!스테이크(いきなり!ステーキ)는 일본의 외식 산업 기업 페퍼 푸드 서비스가 운영하는 스테이크 전문 음식점 체인이다. 직역하면 '갑자기!스테이크'가 된다.
매장의 로고는 「이키나리 🚀 스테이크」처럼 느낌표 부분이 로켓그림이있다. 그러나 영수증 등에서는 「이키나리 ! 스테이크」로 표기되어있다.

## 요약

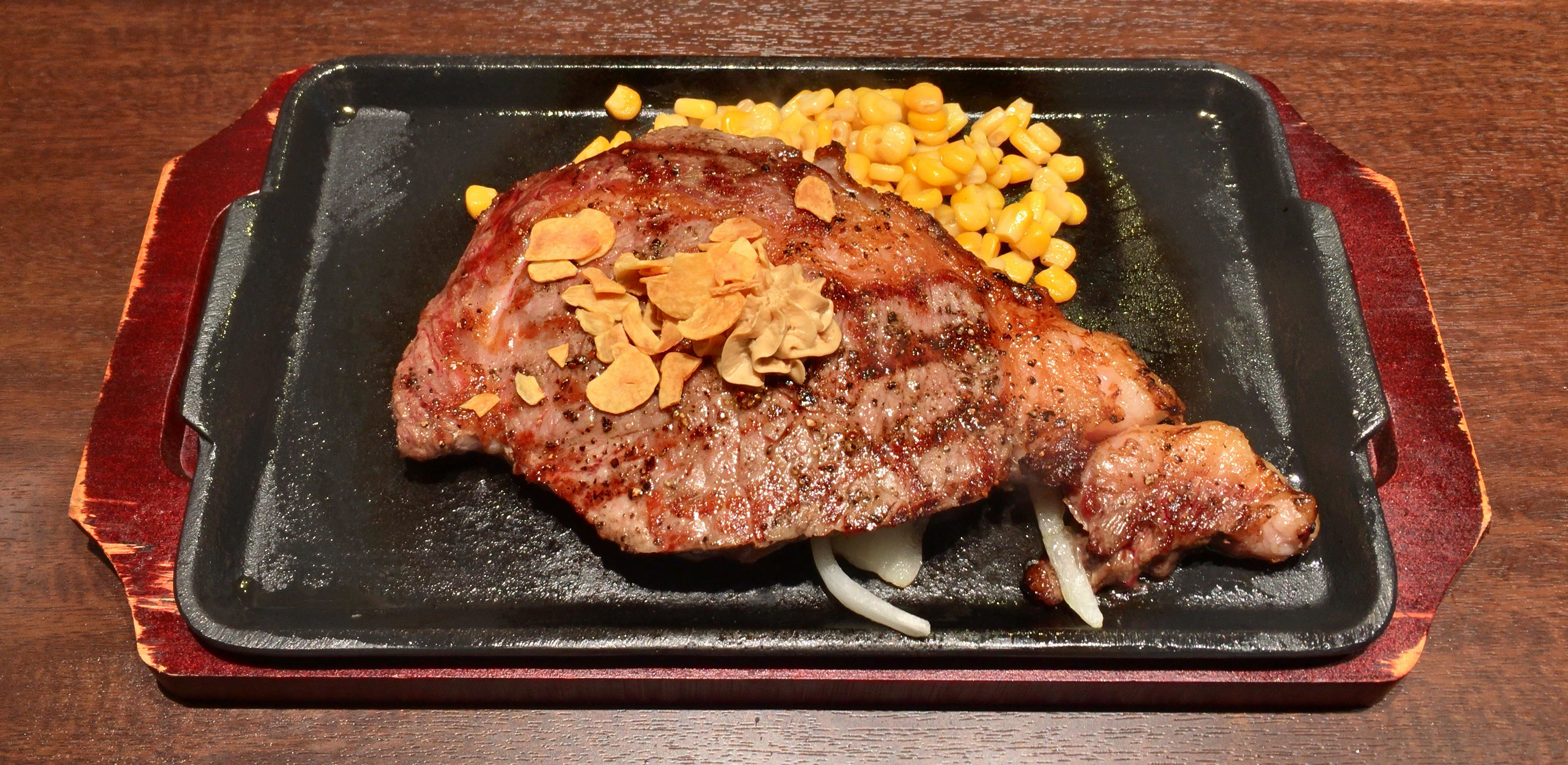
등심 스테이크

주로 낮은 가격을 표방하는 스테이크를 제공하고있다. 예약이 필요없는 입식 스타일을 특징으로하고 있었다. 2015년 이후는 일부 점포에 미리 예약 가능한 의자 좌석도 도입하고 있고, 이누키 출점 점포(居抜き: 내부 설비를 통째로 팔아 여는 점포)를 중심으로 전석 의자 점포도 개시하고있다.
평일 점심 시간을 제외하고, 원하는 고기의 양을 고객이 지정하고 점원이 그 자리에서 고기를 자르고, 그걸 구워내 제공하는 「오더 컷」 방식을 채택하고있다. 1g단위로 가격이 설정되어있어, 안심스테이크 200g 이상, 다른 스테이크 300g 이상 주문하도록 되었다. 가짜고기는 사용하지 않는다고 한다.
이키나리!스테이크의 원가율은 급성장한 2015년 시점의 보도에 따르면 70% 이상으로 알려져 있으며, 샐러드와 음료 등을 포함한 전체에서도 60% 정도로되어 있었지만, 2020년에는 원가율은 50% 정도라고 일컬어 지고있다. 현재 가격 설정은 동업 스테이크 가게와 비교해 특출난것이 아니라 종종 다른 가게와 가성비를 비교했을 때 나은 것으로 되었다. .
인건비를 줄이기 위해 50대 이상 요리사경험자를 단시간 근무의 형태로 많은 고용하는 것도 특징이다. 스테이크 전문점을 위한 다른 업태에 비해 '작업이 간단하고 외울게 적어 작업이 하기 쉬운' 점도 고령자에 유리하게 작용하고 있다.

## 연혁
페퍼 푸드 서비스 창업자 이치 노세 쿠니오는 ’스테이크를 저렴한 가격에 제공한다’는 구상을 열망하고 있었다. 2013년 가을 세미나에서 만난 사카모토 타카시 가 경영하는 나의 프랑스 의 ’입식 업태’에 관심을 갖고 사카모토에게 자신의 구상을 이야기했는데、 "자신(사카모토)은 스테이크를 할 생각은 없으니까, 당신이 「내 스테이크（僕のステーキ）」를 해 보면 어때?"라고 권유한 것을 계기로 구상을 실천에 옮겼다.
2013년 12월 5일에 도쿄도 주오구의 긴자 4초메에 1호점을 오픈하고 급속하게 체인을 열어 2015년 10월까지 도쿄에 46점포, 전국에 64개 점포를 출점했다. 2016년 8월 2일에 개점 한 에비스점에서 전국 100점포를 달성하고, 2018년 8월 9일에는 전국 300점포가 되는 니토리후지요시다점을 개점했다. 같은 해 11월 30일 아키타히가시도리점 개점하여 총 47도시에 출점을 달성, 동일시점 366개 점포를 출점했다.
직영점외에 프랜차이즈도 펼치고 있으며, 2017년 10월에는 라면 체인 「幸楽苑」 을 전개하는 幸楽苑홀딩스가 이 체인 가맹업자로 계약을 맺고, 같은 해 12월부터 출점을 시작한 것으로 대량 출점에 불이 붙었다.
2015년 5월 18일부터, 롯폰기점에서 오전 4시까지의 심야 영업을 할 수 있게 되었다.
2014년 7월에는, 이용 금액이 아니라 스테이크의 그램수를 가산하는 방식의 '고기 마일리지'라 칭하는 포인트 제도를 도입했다. 소비한 고기의 그램수에 따라 내점마다 지정 음료가 무료인 내점 특전, 생일이 포함된 달에 지정 스테이크가 무료인 생일 특전, 다이아몬드 카드 ・ 시니어 카드의 우대 혜택 등이 있다. 2015년 10월부터 발전시키는 형태로 자신의 선불 카드도 도입하고있다.
2017년 2월 23일에 「뉴욕이스트빌리지점」이 오픈했다. 당초 해외 진출은 2016년 봄을 예정하고 있었다. 미국 1호점에선 개점 당초에야 입식, 국제 단위계 그램 단위 정량 판매, 팁 없이라는 일본 스타일 이었지만, 얼마 지나지 않아 미국의 상업 관례에 따라 착석, 온스 단위 정량 판매, 팁 있음으로 변화했다. 2018년 9월 시점으로는 뉴욕시에 9개 점포를 운영하고 있다.
미국에서는 스테이크는 특별한 날 슈퍼에서 사거나, 고급식당에서 먹는 습관이 뿌리깊은데, 간편한 스테이크점이라는 틈새시장 개척에 고전한 결과, 2019년 2월에는 뉴욕 시내 11점포 중 7매장을 닫는다고 발표했다.
2018년 11월 3일, 시나가와 시사이드 포레스트점에서 '레스토랑부문 24시간 내 판매된 비프 스테이크 최다 식 수'의 기네스 세계 기록에 도전한다. 제공메뉴를 「와일드 스테이크 300g」으로만 하고 테이크 아웃을 불가하는 등 운영의 효율화를 도모한 것도 있고, 하루에 1734식을 제공해, 기네스측에서 지명한 '1000식 이상' 기준을 충족한 것으로 기네스 세계 기록으로 인정됐다.
점포수를 늘려 매출을 확보하는 전략을 취해왔지만 포화 상태가 뒤쫓아 2018년 4월 기존점 매출이 감소세로 돌아서 매출이 줄여졌다. 2019년 12월 제 3분기에 적자를 예상하기에 이른다. 이에 따라 일부 보도에서는 '채무 초과 직전'이라고까지 평가 됐다. 또한 "고객의 내점이 감소하고 있습니다. 이대로 가다가는 가까운 가게를 닫게될 것 입니다"라는 고침을 표명해 사장 자필 메시지를 전 점포에 배치하는 사태에 빠졌다.
2019년 9월에, 17년 5월에 고객으로부터 페퍼 푸드에 접수 된 불만이 280건 이었던 반면, 두 배가 넘는 671건을 기록하고 브랜드의 훼손이 엿보이는 결과가 되었다. 급격한 매장 확대에 따른 직원의 교육 부족이 원인으로 보인다.
2019년 11월 14일, 페퍼 푸드 서비스는 12월 회계 연도의 연결실적예상을 하향수정으로 발표하고, 7억 3100만엔의 적자로 수정한다. 이를 바탕으로 자사 점포가 경쟁하는 지역을 중심으로 점포의 10 % 미만에 해당하는 44점의 폐쇄를 발표했다. 2019년 12월 23일 26점포를 2020년 1월 13일에 폐점 할 것이라고 발표했다. 그러나 폐점을 발표한 요코하마모토마치점이나 시즈오카역전점 등 일부 매장은 현재도 영업을 계속하고있다.
2019년 12월, 주력 상품 「와일드 스테이크」에 대해 '딱딱하다'라는 소문을 낸 손님들에 대해 사장이 자필벽보에 "나쁜 소문이 상점을 파괴합니다"라는 메시지를 남겼던거에서, SNS 사용자와 듣는자를 중심으로 비판적인 목소리가 올라왔다. 이외에도 조례때 직원을 번호로 부른것에 대해 '시대 착오'라는 비판이 터져나왔고, 종업원의 가족 · 친구를 내점하도록 하는거에 대해서는 "할당량을 채워야하는 생명보험영업과 비슷하다"는 지적이 나왔다.
2020년 2월 16일, 주간문춘의 취재에 따르면, 도내 일부 점포에서 월 100시간 이상의 외국인의 불법취업 을 하고 있었던 것이 발각되었다. 페퍼 푸드 서비스는 전면적으로 사실을 인정한 다음, 해당 점포를 운영하고 있던 소유자와 업무 위탁 계약을 해제하고 재발 방지에 노력하는 성명을 발표했다.
2020년 2월 26일, 페퍼 푸드 서비스는 이날 결산 설명회에서 실적이 저조한 점포을 정리하기 위해 그 해에 총 74점포 (직영 · 위탁 48점포, 프랜차이즈 26점포)를 폐점하기로 발표했다. 또한 2019년 11월에 발표 한 위의 44개 점포의 폐쇄는 이번 발표의 폐점에 포함되어있다.
2020년 7월 3일, 페퍼 푸드 서비스는 실적이 저조한 점 총 114점포 (페퍼런치 포함)을 폐점하는 동시에 미국에서 전개하는 자회사는 연방 파산법 에 따른 신청을 하여 미국에서 철수한다고 발표했다.
2020년 12월 1일, 이익률이 낮은 메뉴 절감, 점심 메뉴의 가격 인상 등의 리뉴얼이 진행됐다. 체인점의 팬들로부터는 "최악"라는 의견이 올랐다.

## 점포 전개
45도시에 271개 점포를 운영하고있다. (2021년 1월말 현재) 야마가타현 및 후쿠이현에서 철수했다.

## 기타
오사카시 나니와구에 가게 이름이 흡사한 "토츠젠 스테이크(とつぜんステーキ)" (とつぜん도 '갑자기'라는 의미)라는 모방업체가 존재한다.